# PDC
PDC (англ. Personal Digital Cellular) — це система другого покоління мобільної телефонії, яку винайшли і використовували в Японії з 1994 року.
Розроблена в Японії в 1993 році система PDC (подібно до D-AMPS в США і GSM в Європі) використовувала TDMA; спочатку вона називалася JDC (Japan Digital Cellular).
Після піку майже 80 мільйонів абонентів у PDC, у грудні 2005 року це було вже 46 мільйонів абонентів. Використання припиняється на користь 3G технологій, таких як W-CDMA і CDMA2000.
Система PDC використовує множинний доступ TDMA / FDMA, частота 800 МГц, ширина каналу 25 кГц (до абонента 810—888 МГц, 893—958 МГц від абонента) і 1,5 ГГц (до абонента 1477—1501 МГц, 1429—1453 МГц від абонента).